# Silueta
Una silueta és una vista de cert objecte o escena que consisteix en l'esquema i un interior sense trets distintius, amb la silueta generalment sent negra. Forma que presenta a la vista la massa d'un objecte més fosc que el fons sobre el qual es projecta.
L'origen d'aquest mot ve de la França del segle xviii, quan es van fer populars els dibuixos de persones, cares sobretot, fets retallant un cartó fosc amb la silueta de la persona representada i fixant-lo sobre un fons clar. Hom en digué silueta (silouette, en francès) perquè es van fer famosos els retrats d'Étienne de Silhouette, interventor del rei Lluís XV, que va carregar d'imposts la població en una època d'escassetat i penúria econòmica. D'aleshores ençà, una silueta és simplement el contorn d'una figura.